# سان خوآن د لا کروز
سان خوآن د لا کروز (به اسپانیایی: San Juan de la Cruz) (۲۴ ژوئن ۱۵۴۲–۱۴ دسامبر ۱۵۹۱) چهرهٔ برجسته‌ای از اصلاح کاتولیک، صوفی و نویسندهٔ اسپانیایی و قدیس کاتولیک رومی بود.
سان خوآن به خاطر نوشته‌هایش شناخته شده‌است. او در هر دو عرصهٔ شعر و مطالعاتش در رابطه با تکاملِ روح به عنوان اوج ادبیات عرفانی در اسپانیا شناخته شده و از برجسته‌ترین شخصیت‌های ادبیات اسپانیایی محسوب می‌شود. در سال ۱۷۲۶ بوسیلهٔ پاپ بندیکت سیزدهم به عنوان فردی پرهیزکار به زمره قدیسان درآمد. او یکی از سی و شش پزشک کلیسا است.

## اوایل زندگی و تحصیلات
سال ۱۵۴۲ با نام خوآن دو یِپِس در خانواده‌ای نجیب‌زاده اما فقیر شده اهل تولدو زاده شد. پدرش سه سال بعد درگذشت. دو سال بعد برادر بزرگ ترش لوئیس نیز از دنیا رفت. مرگی که احتمالاً به دلیل تغذیهٔ ناکافی ناشی از فقر خانواده بود. پس از آن مادرش به قصد یافتن کار، همراه او و فرانسیسکو تنها برادر باقی مانده خوآن به شهرهای دیگری نقل مکان کرد. تا اینکه در سال ۱۵۵۱ توانست در شهر مدینا دل کامپو به کار بافندگی مشغول شود.
خوآن در شهر مدینا به مدرسه‌ای با ۱۶۰ کودک فقیر وارد شد. کودکانی که اغلب یتیم بودند و به یادگیری مفاهیم پایه، به ویژه در حکمت و معارف مسیحیت می‌پرداختند. مدرسه‌ای که به آن‌ها غذا، پوشاک و خوابگاه هم می‌داد. خوآن حین تحصیل در آنجا برای خدمت به عنوان دستیار کشیش نزد راهبه‌های صومعهٔ آگوستینی انتخاب شد. سال‌ها بعد او در بیمارستانی به کار مشغول شد و از ۱۵۵۹ تا ۱۵۶۳ در مکتب انجمن عیسی به مطالعهٔ علوم انسانی پرداخت. انجمن عیسی در آن زمان سازمانی نوپا بود که فقط چند سالی از تأسیس آن توسط ایگناتیوس لویلایِ اسپانیایی می‌گذشت. در ۱۵۶۳ خوآن وارد نظام صومعهٔ کارملی شده و نام خوآن اس. تی ماتیوس را برگزید.
در سال بعد او به همهٔ تعهدات و نذرهای مذهبی خود به عنوان یک کارملی عمل کرده بود و بدین ترتیب عازم سالامانکا شد. مکانی که او به تحصیل فلسفه و الهیات در کالج دی سان آندرس و دانشگاه معتبر آنجا پرداخت. (دانشگاه سالامانکا در آن زمان در کنار پاریس، آکسفورد و بولونگا یکی از چهار دانشگاه بزرگ اروپا بود). برخی از نویسندگان جدید ادعا می‌کنند که این سفر و اقامت بر همهٔ نوشته‌های بعدی خوآن تأثیر گذاشت. بخصوص آموزه‌های فرای لوئیس دِ لئون در باب شناخت کتاب مقدس (شرح و تفسیر و آموزش زبان عبری و آرامی) در این دانشگاه. لئون یکی از زبده‌ترین متخصصین در مطالعات کتاب مقدس بود و ترجمهٔ مهم و بحث‌انگیزی به زبان اسپانیایی از متن غزل غزل‌های سلیمان به انجام رسانده بود. (آن زمان اجازه نمی‌دادند که در اسپانیا کتاب مقدس به زبان بومی ترجمه شود چراکه ترجمه از زبان لاتین به اسپانیایی امکان فهم و تعبیرات غلط ایجاد کرده و باعث سردرگمی می‌شد).

## پیوستن به اصلاحاتسانتا ترسا
در سال ۱۵۶۷ تقدیر خوآن به عنوان یک کشیش رقم خورد و عزم خود را برای پیوستن به نظام سختگیرانهٔ کارتزین‌ها نشان داد. این نظام برای او جذابیت داشت چراکه به تشویقِ سکوت و خلوت گزینی و تعمق درونی می‌پرداخت. ظاهراً در سپتامبر ۱۵۶۷ سفری از سالامانکا به مدینا او را تغییر داد. او در مدینا راهبهٔ پر جذبه و کاریزماتیکِ کارملی، یعنی سانتا ترسا را ملاقات نمود. سانتا در مدینا به دنبال دومین صومعهٔ خود برای زنان می‌گشت و در این ملاقات بلافاصله با خوآن در ارتباط با طرح‌های اصلاحی خود برای نظام جاریِ مسیحیت وارد بحث شد. او در جستجوی بازیابیِ خلوص و پاکی در نظام کارملی بود. امری که مستلزم آغاز رسوم و مقررات «قانون نخستین» سال ۱۲۰۹ بود. اجرای این مقررات بوسیلهٔ اوژن چهارم در سال ۱۴۳۲ رها شده بود.
بواسطهٔ این قوانین کشیشان باید بیشتر زمان روز و شب را به از بر خوانیِ ذکرهای مراسم ربانی پرداخته و به مطالعهٔ متون مذهبی می‌پرداختند. راهبه‌ها نیز بیشتر وقت خود را باید در پیرامون صومعه و نزد مردم به تبلیغ آیین و مکتب خود می‌گذراندند. انجام مجموعه‌ای از پرهیزات شامل عدم مصرف گوشت و روزه داریهای طولانی که از عید تجلیل از صلیب (۱۴ سپتامبر) تا عید پاک طول می‌کشید. دوره‌های طولانی پیشه کردن سکوت، بخصوص بین دعای شب و دعای سحرگاهی و محدود نمودن عادات نیز شامل چنین پرهیزاتی می‌شد. آن‌ها طرفدار دستور منع پوشیدن کفش بودند. (که در ۱۴۳۲ حذف شده بود). بخاطر همین مقرره آخر بود که پیروان ترسا در میان کارملی‌ها به «پابرهنگان» مشهور شدند. صفتی که بواسطهٔ آن خود را از راهب‌ها و راهبه‌های غیر اصلاح گرا متمایز می‌ساختند.
خوآن یکسال پایانی تحصیلات خود درا سالامانکا را با سانتا ترسا گذراند و به پیشنهاد او از گرایش خود به نظام کارتزین‌ها کاسته و به مکتب ترسا گروید. در اوت ۱۵۶۸ جان در همراهی با ترسا از مدینا به وایادولید سفر کرد. سفری که به قصد یافتن صومعه‌هایی دیگر برای راهبه‌ها انجام گرفت و خوآن را بیشتر با شکل جدید زندگیِ کارملی آشنا ساخت. در اکتبر ۱۵۶۸ خوآن در همراهی با فریار آنتونیو، وایادولید را بقصد یافتن صومعهٔ جدیدی برای راهب‌ها ترک نمود؛ یعنی ابتدا برای مردانِ پیرو اصول ترسا به چنین اقدامی دست زدند. آن‌ها خانهٔ متروکه‌ای را یافتند که به ترسا بخشیده شده بود. در ۲۸ نوامبر ۱۵۶۸ صومعه تأسیس گردید و در همین روز خوآن نام خود را به خوآن د لا کروز تغییر داد.
بلافاصله پس از آن در سال ۱۵۷۰ راهب‌ها این صومعه را بیش از حد کوچک دیده و به شهر مجاور آن حرکت کردند. پس از حرکت این اجتماع از راهب‌ها، خوآن اجتماعی دیگر از راهبان را در شهر پاسترانا تشکیل داد که به نوعی خانهٔ مطالعات آکادمیک برای تربیت راهبان تبدیل گردید.
خوآن در سال‌های بین ۱۵۷۴ تا ۱۵۷۷ در حالیکه به عبادت در صومعه‌ای در آویلا مشغول بود، در اتاق زیر شیروانی و مشرف به محراب صومعه در مکاشفه‌ای به رویت تصلیب عیسی نایل شد. رویتی که او را به خلق نقاشی مشهورِ مسیح «از بالا» واداشت. این نقاشی در ۱۶۴۱ در صومعه قرار داشته و بعدها به آویلا برده شد. این نقاشی الهام بخش سالوادور دالی در خلق اثر مسیحِ قدیس یوهان صلیبی گردید.

## دوران حبس، نوشته‌ها، شکنجه، مرگ و بازشناسی ارزش‌های خوآن
در شب ۲ دسامبر ۱۵۷۷ گروهی از کارملی‌های مخالف اصلاحات به سمت محل اقامت خوآن در آویلا یورش برده و وی را به اسارت گرفته و زندانی کردند.

## کارهای ادبی
خوآن د لا کروز به عنوان یکی از برجسته‌ترین شعرای زبان و ادب اسپانیایی شناخته شده‌است. هرچند که مجموعهٔ اشعار کامل وی کمتر از ۲۵۰۰ بیت است. دو مجموعه از این اشعار یعنی سرایش معنوی و شب تاریکِ روح بشکلی گسترده به عنوان شاهکاری از شعر و ادب اسپانیایی ملاحظه شده‌اند. هم بخاطر فن نگارش رسمی و هم برای نمادشناسی و صنایع غنیِ ادبی که در این دو مجموعه بکار رفته‌است. کارهای مذهبی (وابسته به الهیات) خوآن اغلب عبارت از تفاسیری است که بر این اشعار نوشته‌است. همهٔ این آثار بین سال‌های ۱۵۷۸ و تا مرگ وی یعنی ۱۵۹۱ نگاشته شده‌اند که همین انسجام والایی را به نقطه نظرات موجود در آن‌ها بخشیده‌است.